# The Wolf Man (pel·lícula de 1941)
The Wolf Man és una pel·lícula de terror gòtic estatunidenca del 1941 escrita per Curt Siodmak i produïda i dirigida per George Waggner. La pel·lícula és protagonitzada per Lon Chaney Jr. en el paper principal. Claude Rains, Warren William, Ralph Bellamy, Patric Knowles, Bela Lugosi, Evelyn Ankers i Maria Ouspenskaya en papers secundaris. El personatge del títol ha tingut una gran influència en les representacions de Hollywood de la llegenda de l'home llop. La pel·lícula és la segona d’Universal Pictures de l'home llop, precedida sis anys abans per la menys exitosa comercialment Werewolf of London (1935). Aquesta pel·lícula és una de les pel·lícules de Monstres Universal i va obtenir un gran reconeixement per la seva producció.
Després de l'èxit d'aquesta pel·lícula, Lon Chaney Jr. repetiria el seu paper de "The Wolf Man" en quatre seqüeles, començant amb Frankenstein i l'home llop el 1943.

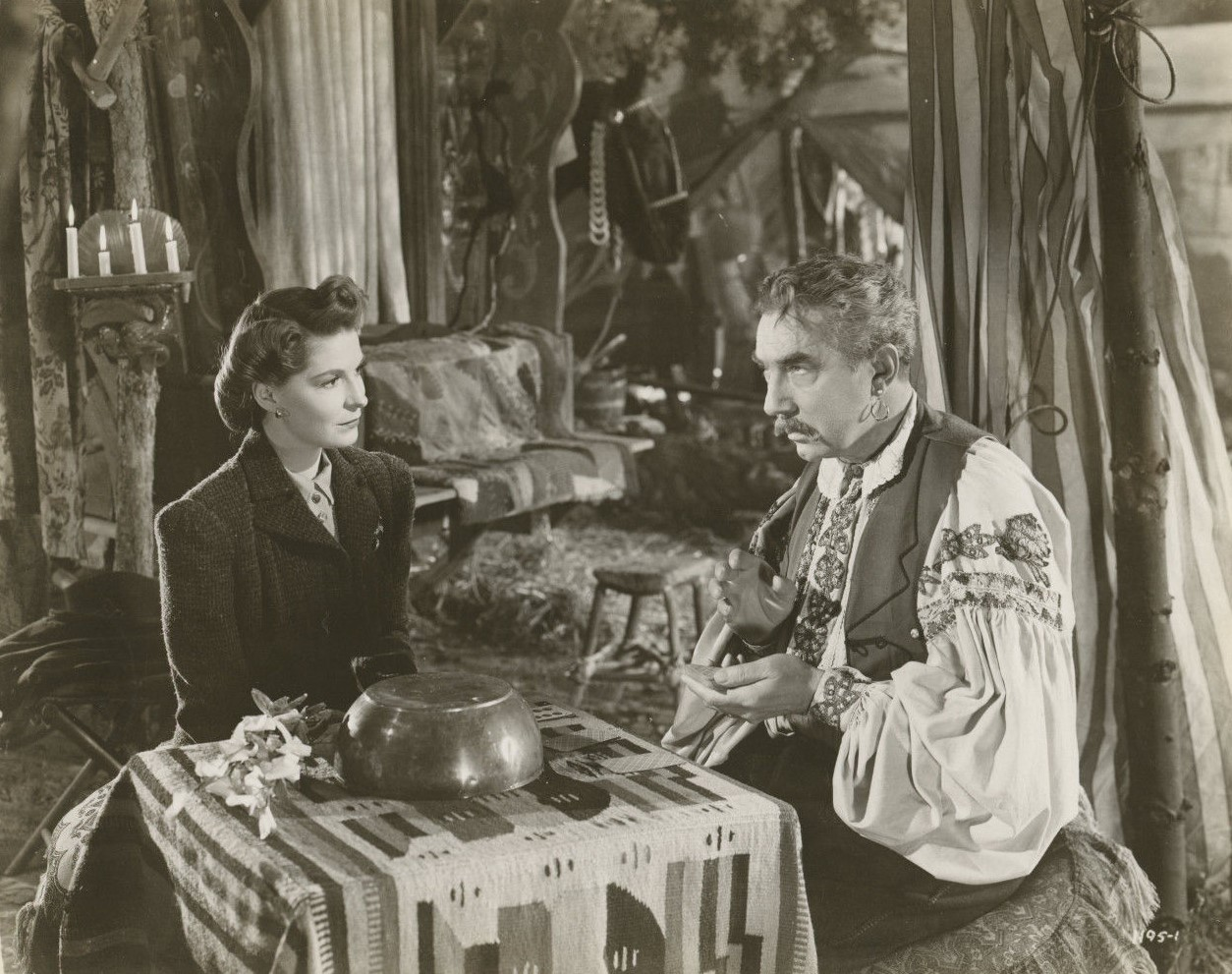
Fay Helm i Bela Lugosi a "The Wolf Man"

## Trama
Larry Talbot torna a la seva llar ancestral a Llanwelly, Gal·les, per enterrar el seu germà recentment mort i reconciliar-se amb el seu pare, Sir John Talbot. Larry s'enamora d'una noia local anomenada Gwen Conliffe que regenta una botiga d'antiguitats. Com a excusa per parlar amb ella, compra un bastó decorat amb un cap de llop de plata. La Gwen li diu que representa un home llop, un home que es converteix en llop "en determinades èpoques de l'any". L'home llop sempre veu un pentagrama al palmell de la seva propera víctima. Diversos vilatans reciten un poema sempre que s'esmenten homes llop.
Tot i que la Gwen rebutja fermament les persistents propostes de Larry per a una cita, es troben aquella nit a l'hora proposada, i se'ls uneix l'amiga de Gwen, Jenny, per anar a explicar la seva endevinació. L'endevina romaní, la Bela, veu un pentagrama quan examina la palma de la mà de la Jenny i l'envia frenèticament. Mentre esperen el seu torn, Larry i Gwen passegen. La Gwen informa a Larry que està compromesa. Senten els crits de la Jenny, que està sent atacada per un llop. Larry intenta rescatar Jenny. Mata el llop amb el seu nou bastó però és mossegat al pit. La policia que investiga l'escena troba la gola de Jenny arrancada i la Bela maltractada fins a la mort, amb el bastó de Larry clarament l'arma homicida en aquest últim cas. La sospita sobre Larry s'intensifica quan no pot corroborar la seva història de lluitar contra un llop, ja que la seva ferida al pit es va curar miraculosament durant la nit. El fet que Larry i Gwen no estiguessin amb Jenny quan va ser atacada també fa sospites d'adulteri. Tot i que el promès de Gwen, Frank, creu en la seva innocència, Larry i Gwen es converteixen en paries locals.
La mare de la Bela, Maleva, li revela a Larry que el llop que el va mossegar era Bela en forma de llop, i Larry ara també és un home llop perquè va ser mossegat per un. La plata és l'únic que pot matar un home llop. Maleva li dona un encanteri per evitar la transformació. Sense saber si creure-la o no, en canvi li dóna l'encanteri a la Gwen per protegir-la.
Com va advertir Maleva, Larry es transforma en un llop humanoide híbrid la nit següent i mata un vilatà. Torna a la normalitat l'endemà al matí sense record de la seva transformació. Les autoritats creuen que la matança és obra d'un llop; posen trampes i envien partits de caça. La nit següent, Larry es converteix en un home llop i queda atrapat en una de les trampes. Maleva utilitza un encanteri per tornar-lo temporalment a la forma humana, el que li permet alliberar-se abans que un grup de caça el trobi.
Ara convençut que és un home llop, un Larry angoixat decideix marxar de la ciutat. Quan s'acomiada de la Gwen, veu un pentagrama al palmell de la seva mà. Li diu al seu pare que és un home llop i va matar a Bela i al vilatà, però el seu pare creu que Larry està enganyat i el lliga a una cadira per evitar que se'n vagi i demostrar-li que no és un home llop. Quan surt la lluna, en Larry es transforma de nou, s'allibera de les seves restriccions i ataca a Gwen. En no reconèixer l'home llop com el seu fill, Sir John li colpeja el cap amb el bastó de cap de plata d'en Larry que li va donar. Arriba la Maleva i torna a utilitzar l'encanteri. Sir John mira horroritzat com l'home llop mort es transforma en el cadàver humà de Larry.

## Temes i interpretacions
En un assaig per al llibre de 1984 Planks of Reason, l'acadèmic Bruce F. Kawin va escriure que, "The Wolf Man expressa i exorcitza la força Id d'agressió descontrolada al seu propi sistema (l'home llop), a Larry Talbot (les seves fases d'home llop) i a la comunitat (les forces desestabilitzadores de la violació, l'assassinat, liminitat gitana i privilegi aristocràtic: Talbot sovint es comporta com si tingués droit du seigneur quan festeja a la promesa Gwen)." L'any 1995, l'autor Edmund G. Bansak va comparar l' "impuls cegament agressiu" de Talbot. en la seva recerca romàntica de la gal·lesa Gwen a la d'Oliver Reed, un personatge interpretat per Kent Smith el 1942. pel·lícula La dona pantera que corteja a la sèrbia Irene Dubrovna (Simone Simon): "cap d'aquests estereotipats homes americans de debò acceptarà un no com a resposta."
Igual que amb altres pel·lícules sobre homes llop, The Wolf Man s'ha analitzat com una al·legoria de la pubertat. Al seu llibre de 2012 Horror and the Horror Film, Kawin va escriure: "La por a la passió sexual i la seva capacitat de generar caos forma part de l'arsenal d'ansietat inherent a la pubertat, i l'home llop fa, com s'ha assenyalat àmpliament, li creixen els cabells i esdevé subjecte a pulsions animals com si anés a través de la pubertat a The Wolf Man (1941) així com a La dona pantera (1942), el desig és perillós."
El 1993, l'historiador del cinema David J. Skal va caracteritzar The Wolf Man i les seves seqüeles com a reflex de les angoixes del públic estatunidenc enmig de la Segona Guerra Mundial, anomenant la sèrie "una paràbola inconscient de l’esforç de la guerra" que se centra al voltant de la "croada per la pau eterna" de Talbot i els seus intents frustrats de controlar forces europees irracionals i violentes." Al seu llibre del 2004 Nightmares in Red, White and Blue, Joseph Maddrey va escriure que la resolució de The Wolf Man "no és tranquil·litzadora de la manera que l'anterior terror de les pel·lícules Universal, amb la seva visió del món clarament maniquea, Larry Talbot no està dividit entre les forces del bé i del mal, és víctima d'un destí cruel o indiferent en un món menys comprensible."

## Producció

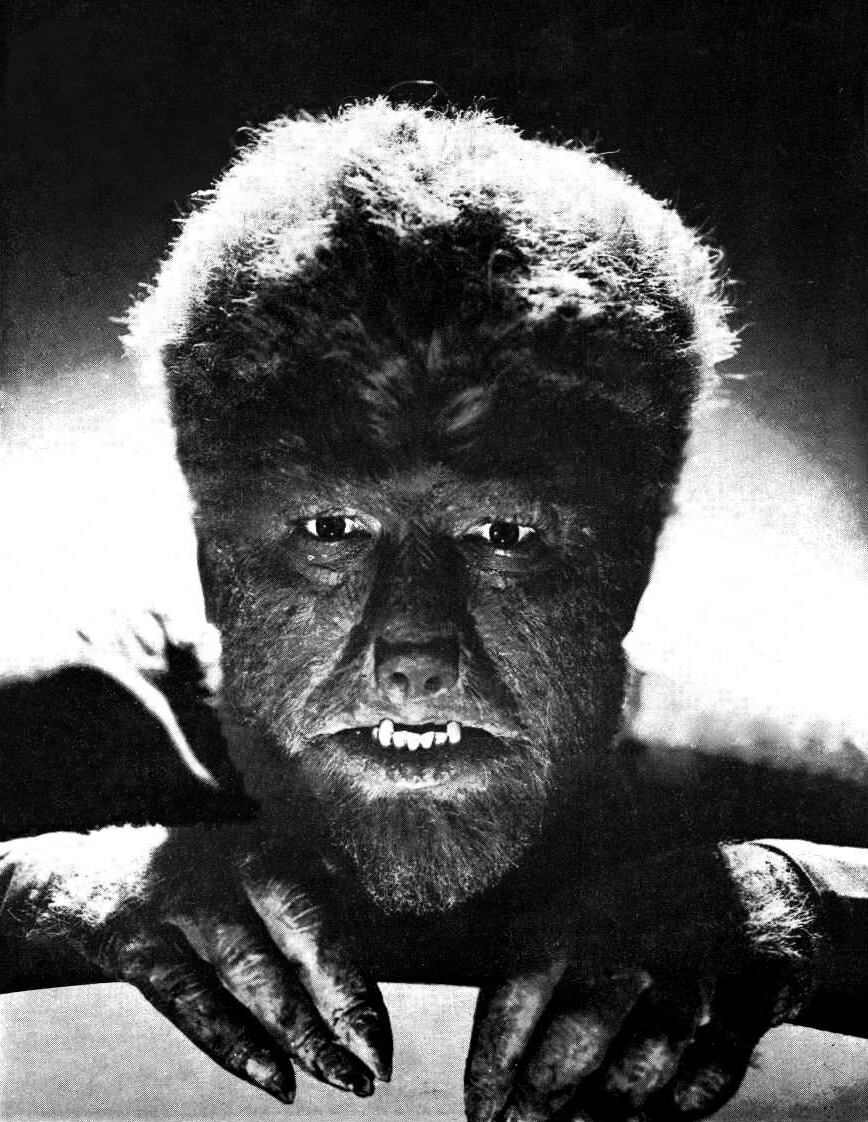
Foto publicitària de Chaney amb maquillatge complet.

### Maquillatge d'efectes especials
Chaney no va experimentar una transformació facial a la pantalla d'home a llop a la pel·lícula original, tal com apareix a totes les seqüeles. Els maquillatges progressius de fosa només es van veure en els darrers deu minuts i es van presentar de manera discreta. En la primera transformació, Larry es treu les sabates i els mitjons. Es veu que els seus peus creixen peluts i es converteixen en potes enormes (cortesia d'unes "botes" incòmodes de goma dura, cobertes de pèl de iac). A l'escena final, l'home llop torna gradualment a la forma humana de Larry Talbot mitjançant la tècnica estàndard.

#### Procés d’aplicació
Les històries sobre les escenes de maquillatge i transformació s'han convertit en llegendàries i són majoritàriament apòcrifes. La transformació de Chaney d'home en monstre va ser certament laboriosa; la totalitat del maquillatge va trigar de cinc a sis hores a aplicar-se i una hora a retirar-se. Jack Pierce inicialment el va dissenyar per Henry Hull a Werewolf of London (1935), però Hull va argumentar que la disfressa no tenia sentit dins de la trama, ja que "Dr. Glendon" havia de ser reconeixible pel personatges fins i tot en la seva forma d'home llop. Pierce va rebre l'ordre de dissenyar una segona versió que deixava més de la cara d'Hull reconeixible. Aleshores, Pierce va reciclar el seu disseny original per a la pel·lícula de 1941.
Chaney va afirmar que es va veure obligat a seure immòbil durant hores mentre les escenes es van rodar fotograma a fotograma. De vegades va afirmar que el van deixar assegut mentre la tripulació plegava per dinar i també va ser equívoc sobre l'ús del bany. Chaney fins i tot va dir que els homes d'efectes especials li van posar unes ungles d'acabat diminutes a la pell dels costats de les seves mans perquè romanguessin immòbils durant els primers plans.
Tanmateix, els registres de l'estudi indiquen que durant el rodatge d'Abbott and Costello Meet Frankenstein (1948), tota la tripulació, inclòs Chaney, es va fer una pausa de dues hores durant el rodatge d'una transformació i va filmar la resta de l'escena més tard aquell dia (tot i que el maquillatge d'Abbott and Costello Meet Frankenstein havia estat significativament redissenyat i simplificat per Bud Westmore respecte a l'original maquillatge de Jack Pierce). Es va fer un motlle de guix per mantenir el cap immòbil, ja que es va fotografiar la seva imatge i es dibuixava el seu contorn en panells de vidre davant de la càmera. Després, Chaney va anar al departament del maquillador Jack Pierce, on Pierce, utilitzant pintura de greix, un aparell de goma i una sèrie de perruques, va enganxar capes de cabell de iac a la cara de Chaney. Llavors Chaney tornava al plató, s'alineava fent servir els panells de vidre com a referència i es van rodar alguns peus de pel·lícula. Llavors Chaney tornaria al departament de maquillatge. S'aplicaria una nova capa per mostrar que la transformació va més enllà. Després tornaria a l'escenari de so per filmar. Això es va fer aproximadament mitja dotzena de vegades. La transformació de fosa de Talbot a la pantalla només va trigar segons, mentre que la de Chaney va trigar gairebé deu hores.

## Recepció
Al lloc web de l'agregador de ressenyes Rotten Tomatoes, la pel·lícula té una puntuació d'aprovació del 91% basada en 43 ressenyes, amb una valoració mitjana de 7,8/10. El consens crític del lloc diu: "Una història ben explicada amb una actuació impactant de Lon Chaney, Jr., The Wolf Man segueix sent un dels clàssics de l'estable de terror Universal" Metacritic, que utilitza una mitjana ponderada, va assignar a la pel·lícula una puntuació de 72 sobre 100, basada en vuit crítics, indicant crítiques "generalment favorables.
L'autor i crític de cinema Leonard Maltin va atorgar la pel·lícula amb 3,5 de 4 estrelles, qualificant-la d' "una de les millors pel·lícules de terror mai fetes". Maltin va elogiar els efectes de maquillatge de la pel·lícula, la música atmosfèrica i l'actuació de Chaney en la seva ressenya.

## Mitjans domèstics
A principis de la dècada de 1990, MCA/Universal Home Video va llançar The Wolf Man a VHS com a part de la "Universal Monsters Classic Collection".
El 1999, Universal va llançar The Wolf Man en VHS i DVD com a part de la "Classic Monster Collection", una sèrie de llançaments de pel·lícules d'Universal Classic Monsters.El 27 d'abril de 2004, Universal va llançar The Wolf Man: The Legacy Collection en DVD com a part de l'"Universal Col·lecció Legacy".Aquest llançament de dos discos inclou The Wolf Man, juntament amb Werewolf of London, Frankenstein i l'home llop i She-Wolf of London. El 2009, Universal va remasteritzar digitalment i va tornar a llançar The Wolf Man en DVD com a dos discs "Edició especial", com a part de la "Universal Legacy Series". El 2012, The Wolf Man es va publicar en Blu-ray com a part del box set Universal Classic Monsters: The Essential Collection, que inclou un total de nou pel·lícules de la sèrie Universal Classic Monsters.
El 2013, The Wolf Man va rebre un llançament independent de Blu-ray. El 2014, Universal va llançar The Wolf Man: Complete Legacy Collection en DVD. El conjunt aplega set pel·lícules: The Wolf Man, Frankenstein i l’home llop, House of Frankenstein, House of Dracula, Abbott and Costello Meet Frankenstein, Werewolf of London, i She-Wolf of London. El 2016 es va llançar en Blu-ray Complete Legacy Collection de set pel·lícules. El mateix any, The Wolf Man va rebre un llançament exclusiu Walmart en Blu-ray amb coberta fosforescent. El setembre de 2017, la pel·lícula va rebre un un llançament en Blu-ray exclusiu en caixa d’acer amb portada d'Alex Ross.
The Wolf Man es va incloure a la caixa Blu-ray Universal Classic Monsters: Complete 30-Film Collection l'agost de 2018. Aquesta caixa també es va llançar en DVD. A l'octubre el mateix any, la pel·lícula es va incloure com a part d'un conjunt de Blu-ray exclusiu de Best Buy d'edició limitada titulat Universal Classic Monsters: The Essential Collection, que inclou obres d'art d'Alex Ross. Universal Pictures Home Entertainment va estrenar The Wolf Man en 4K Ultra HD Blu-ray el 5 d'octubre de 2021.

## Llegat
L'home llop és l'únic Monstre universal interpretat pel mateix actor en totes les seves aparicions al cinema dels anys quaranta. Lon Chaney Jr. estava molt orgullós d'això, afirmant sovint en entrevistes que l'home llop era el seu "bebè". The Wolf Man apareix al llibre de referència de pel·lícules 1001 Movies You Must See Before You Die, que va afirmar que la pel·lícula "segueix sent la versió més reconeixible i estimada del mite [de l'home llop]".
L'home llop és un dels tres monstres de primer nivell d'Universal Studios sense una font literària directa. Els altres són The Mummy i la La dona i el monstre. A la dècada de 1970, les novel·litzacions de les pel·lícules originals es van publicar com a originals de butxaca com a part d'una sèrie escrita per "Carl Dreadstone", un Pseudònim per a l'escriptor de terror britànic Ramsey Campbell.

### Seqüeles
The Wolf Man va resultar popular, de manera que Chaney va repetir el seu paper característic en quatre pel·lícules més d'Universal. Tanmateix, a diferència dels seus "monstres" contemporanis, Larry Talbot mai va tenir una seqüela per a ell. Frankenstein i l'home llop (1943) va fer obrir la tomba de Talbot una nit de lluna plena, fent-lo aixecar de nou (fer-lo, a les pel·lícules posteriors, tècnicament un dels no-morts) . La lluna plena, que no s'havia mostrat ni esmentat a la primera pel·lícula, es va utilitzar com a quasi explicació de la resurrecció del monstre, i el poema conegut pels vilatans va ser reconnectat per esmentar la lluna plena, de manera que l'última línia esdevingué "i la lluna és plena i brillant".
El Talbot ressuscitat busca una cura al doctor Frankenstein, però troba el monstre (Bela Lugosi) al seu lloc. Els dos s'enfronten al clímax, però la baralla acaba en empat quan esclata una presa i el castell de Frankenstein s'inunda. El 1944 Universal volia emparellar Dràcula i l'home llop a "The Wolf Man vs. Dracula", però es va cancel·lar a favor de un remake de Phantom of the Opera. A House of Frankenstein (1944), Talbot torna a ressuscitar i se li promet una cura mitjançant un trasplantament de cervell, però en canvi és mort a trets amb una bala de plata. Torna sense cap explicació a House of Dracula (1945). Finalment es cura de la seva condició, però es veu afectat una vegada més, a la pel·lícula de comèdia Abbott and Costello Meet Frankenstein (1948). Aquesta vegada, l'home llop és una mena d'heroi, salvant a Wilbur Gray (Lou Costello) de que Dràcula (Bela Lugosi) li trasplantés el cervell al cap del monstre (Glenn Strange). Agafant el vampir mentre es converteix en ratpenat, l'home llop se submergeix al mar per un balcó i s'emporta Dràcula amb ell.

### Remake
Universal Pictures va produir un remake de The Wolf Man amb Joe Johnston dirigint la pel·lícula i Benicio del Toro interpretant a Lawrence Talbot (també productor de la pel·lícula). El remake va seguir la mateixa trama bàsica que l'original. No obstant això, la història i els personatges es van alterar significativament, amb Anthony Hopkins en una versió radicalment alterada del paper de Claude Rains. La pel·lícula es va estrenar el 12 de febrer de 2010 i es va estrenar al número 2 de la taquilla aquell cap de setmana. La pel·lícula va rebre crítiques diverses i una baixa acollida a taquilla, però va guanyar un Oscar al millor maquillatge el 2011.
A causa del rendiment del remake del 2010 per sota de les expectatives a la taquilla, Universal va optar per no produir una seqüela. La pel·lícula de 2012 d'Universal Werewolf: The Beast Among Us es va plantejar originalment com a spin-off de The Wolfman, però finalment no va tenir cap relació.

### Reinici
Universal va anunciar que reiniciaria les seves propietats Universal Monsters com a part del seu Dark Universe, amb Alex Kurtzman i Chris Morgan units per desenvolupar l'estructura de l'univers compartit. El novembre de 2014, Universal va contractar Aaron Guzikowski per escriure el contingut compartit el reinici de l'univers de The Wolf Man. El juny de 2016 es va informar que Dwayne Johnson protagonitzaria el personatge. Més tard, a l'octubre, David Callaham es va incorporar per reescriure el guió. L'any següent, el 8 de novembre, però, Alex Kurtzman i Chris Morgan van passar a altres projectes, deixant el futur del Dark Universe en dubte.
El maig de 2020, Ryan Gosling havia estat seleccionats com a Wolf Man per a un proper reinici del personatge titular. Lauren Shuker Blum i Rebecca Angelo van coescriure el guió a partir d'una història original presentada per Gosling. L'actor ha estat prèviament en negociacions per exercir també com a director, però finalment es va decidir que es centraria completament a actuar. Universal busca activament un director.Al juliol, Leigh Whannell va iniciar les primeres negociacions per dirigir el projecte, i Jason Blum es va anunciar com a productor addicional. L'octubre de 2021, Deadline va informar que Derek Cianfrance escriurà i dirigirà el reinici. El 13 de desembre de 2023, es va confirmar que Whannell havia tornat com a director, ocupant el lloc de Cianfrance, i que Christopher Abbott va ser seleccionat com a personatge principal, en substitució de Gosling, que romandrà com a productor executiu. La pel·lícula es va estrenar el 17 de gener de 2025.